# Zapped!
Zapped! é um filme de comédia sexual da adolescência produzido nos Estados Unidos e lançado em 1982, sob a direção de Robert J. Rosenthal.